# Milano-Modena 1924
La Milano-Modena 1924, quindicesima edizione della corsa, si svolse il 1º novembre 1924 su un percorso di 298 km. La vittoria fu appannaggio dell'italiano Nello Ciaccheri, che completò il percorso in 9h12'00", alla media di 32,391 km/h, precedendo i connazionali Emilio Petiva e Alfredo Dinale.
Sul traguardo di Modena 15 ciclisti, su 26 partiti da Rogoredo/Milano, portarono a termine la competizione.

## Ordine d'arrivo (Top 10)
| Pos. | Corridore            | Squadra        | Tempo    |
| ---- | -------------------- | -------------- | -------- |
| 1    | Nello Ciaccheri      | Bianchi        | 9h12'00" |
| 2    | Emilio Petiva        | -              | s.t.     |
| 3    | Alfredo Dinale       | Gloria         | s.t.     |
| 4    | Federico Gay         | Alcyon-Dunlop  | a 11'00" |
| 5    | Giovanni Trentarossi | Maino          | a 18'00" |
| 6    | Antonio Candini      | -              | s.t.     |
| 7    | Ermanno Vallazza     | Wolsit-Pirelli | s.t.     |
| 8    | Guido Messeri        | -              | s.t.     |
| 9    | Walter Nannini       | -              | a 25'00" |
| 10   | Pasquale Di Pietro   | -              | s.t.     |